# Jerzy Surwiło
Jerzy Surwiło (ur. 20 listopada 1941 w Wilnie, zm. 24 października 2009 tamże) – dziennikarz, publicysta, pisarz.
Popularyzator Polaków z Wilna i Wileńszczyzny. Przez całe życie dbał o pamięć o zesłańcach i więźniach politycznych, żołnierzach Armii Krajowej, bohaterach drugiej wojny światowej, ofiarach zbrodni katyńskiej.

## Życiorys
Jerzy Surwiło urodził się w okupowanym przez Niemcy Wilnie w 1941. Ukończył Szkołę Średnią nr 19 (obecnie im. Władysława Syrokomli) w Wilnie, następnie w 1964 Wydział Filologii Polskiej Instytutu Pedagogicznego w Wilnie.
Po studiach rozpoczął pracę w redakcji „Czerwonego Sztandaru” (później „Kurier Wileński”). W latach 1964–1998 był zastępcą redaktora naczelnego tej gazety. W latach 1998–2000 pracował w redakcji „Gazety Wileńskiej” jako zastępca redaktora naczelnego. Był również zastępcą dyrektora programów Radia „Znad Wilii”. Od 1 stycznia 2001 r. był redaktorem audycji „Magazyn Kombatancki” Radia „Znad Wilii”.
Współzałożyciel Związku Polaków na Litwie. Był prezesem Zarządu Miejskiego miasta Wilna ZPL i członkiem Społecznego Komitetu Opieki nad Starą Rossą i cmentarzem Bernardyńskim. Patronował budowie pomnika Adama Mickiewicza w Wilnie, przygotowywał akcję renowacji Muzeum Adama Mickiewicza, był inicjatorem upamiętnienia imienia Juliusza Słowackiego w Wilnie i na Wileńszczyźnie oraz w Warszawie.
Działał na rzecz rozwijania stosunków litewsko-polskich. Współzałożycielem Polskiej Sekcji Zesłańców przy Wileńskiej Wspólnocie Więźniów Politycznych i Zesłańców, organizacji kombatanckich – Klubu Polskich Weteranów Wojny na Litwie (żołnierzy Armii Krajowej), Dobroczynnego Stowarzyszenia Polskich Kombatantów na Litwie, Klubu „Wrzesień 39” w rejonie wileńskim.
Był aktorem polskich zespołów teatralnych w Wilnie – przy klubie Pracowników Łączności, potem przy Klubie Medyków (obecnie Polskie Studio Teatralne) oraz przy Pałacu Kultury Kolejarzy (obecnie Polski Teatr w Wilnie). Zagrał w filmie „Legenda Pawiaka” (Tadżykfilm), 1 listopada 2000 r. wystąpił w roli Księdza Piotra z „Dziadów” Adama Mickiewicza w widowisku – „Zaduszki. Sybir – ostatnie pożegnanie”, które odbyło się na placu Teatralnym w Warszawie.
Odznaczony Krzyżem Kawalerskim Orderu Zasługi Rzeczypospolitej Polskiej (1999), Odznaką „Zasłużony dla Kultury Polskiej”, Złotym Medalem Opiekuna Miejsc Pamięci Narodowej, Złotą Odznaką Honorową za zasługi społecznego ruchu muzycznego, nagrodą im. Witolda Hulewicza i in., posiada tytuł: Zasłużony Dziennikarz Litwy. Żona Halina Jotkiałło, dziennikarka.
O swoim życiu opowiedział – w jednym z ostatnich wywiadów – w programie „Notacje” emitowanym w TVP.
Zmarł 24 października 2009 z powodu rozległego wylewu krwi do mózgu; został pochowany na cmentarzu w Kalwarii.

## Publikacje
Autor książek:
- Wileńskimi śladami Józefa Piłsudskiego (Wilno 1992)
- Rachunki nie zamknięte (Wilno 1992)
- Cmentarz Rossa w Wilnie (Wilno 1993)
- Wileńskimi śladami Adama Mickiewicza (Wilno 1993, Warszawa 1995)
- Scena polska nad Wilią (Warszawa 1995)
- Cmentarz Wojskowy na Antokolu (we współautorstwie, Wilno 1997)
- Przechadzki po Wilnie. Zarzecze. Cmentarz Bernardyński (Warszawa 1997)
- O Adamie Mickiewiczu niekonwencjonalnie. Od Wilna po Nowy Jork (Wilno 1998)
- Jesteśmy z Wilna spod znaku „Reduty” (Warszawa 2000)
- Zostali tu z nami na dobre i złe (Wilno 2000)
- Od Grunwaldu do Litpolbatu (Wydawnictwo „Margi raštai”, Wilno 2001)
- Spacerkiem z Marszałkiem po Żmudzi, Wilnie i Wileńszczyźnie. Zdarzenia, fakty, anegdoty (wydawnictwo „Margi raštai”, Wilno 2003). Książka Zdarzenia, fakty, anegdoty jest poświęcona Józefowi Piłsudskiemu.

Opublikował szereg artykułów, m.in. Polski ruch teatralny w Wilnie po II wojnie światowej i Wilno teatralne (Warszawa 1998).